# Onthophagus nikolajevi
Onthophagus nikolajevi là một loài bọ cánh cứng trong họ Bọ hung (Scarabaeidae).